# Gitica Jakopin
Gitica Jakopin, slovenska pisateljica in prevajalka, * 14. avgust 1928, Leskovec pri Krškem, † 9. marec 1996, Ljubljana.

## Življenje
Med od 1938 in 1941 je v Ljubljani obiskovala klasično gimnazijo. Po prisilni izselitvi družine v Nemčijo je šolanje nadaljevala na gimnaziji v Bregenzu ob Bodenskem jezeru, kjer je leta 1946 maturirala. Na Filozofski fakulteti v Ljubljani je študirala germanistiko in romanistiko. Po končanem študiju se je posvetila prevajanju.

## Delo
Prevajalski opus Jakopinove obsega nad sedemdeset knjižnih prevodov (Sovretova nagrada 1985), številne prevode za RTV Slovenijo in nekaj za gledališče. Leposlovne prispevke je objavljala v različnih revijah in časopisih: Ciciban, Pionir, Mladina, Otrok in družina, Problemi, Rodna gruda, Sodobnost, Delo, Tedenska tribuna.
Leta 1962 je v zbirki Školjka pri založbi Mladinska knjiga (MK) izšel njen prvi roman Žarometi (predelana izdaja v samozaložbi leta 1996). Leta 1963 je založba Borec izdala njen drugi roman Devet fantov in eno dekle (Kajuhova nagrada), ki je v predelani izdaji izšel še leta 1978 pri MK. Povest Veronika je izšla pri isti založbi leta 1980, predelana izdaja pod naslovom Slovo od deklištva pa v samozaložbi leta 1996.
Otroške pesmi so leta 1986 izšle v pesniški zbirki Anina uspavanka (MK), 1995 pa izbor kratke proze z naslovom Duša, kaj želiš (samozaložba); tri radijske igre je objavila leta 1996 pod naslovom Na vrhu svobode.
Pesniška zbirka Pesmi s podnaslovom Se praprot budi je v samozaložbi izšla leta 1995; istega leta je izšla tudi različica v nemškem jeziku z naslovom Die Farnstunde.